# Vincent Brady
Vincent Brady (14 mars 1936 - 6 octobre 2020) est un homme politique irlandais du Fianna Fáil. Il sert sous les ordres du Taoiseach Charles Haughey en tant que whip en chef du gouvernement (1987-1991) et ministre de la Défense (1991-1992).

## Jeunesse
Brady est né à Dublin le 14 mars 1936. Ses parents, Tom et Nellie Gilroy, viennent du comté de Cavan. Comme ils n'étaient pas mariés à l'époque, ils placent Vincent en famille d'accueil. Il est accueilli par Margaret Bourke, une veuve du comté de Kilkenny, et ses deux sœurs. Ils vivent sur Tolka Road à Ballybough. Jusqu'en 1998, Brady ignorait qu'il avait neuf frères et sœurs plus jeunes. Il rencontre sa famille biologique à l'âge de 62 ans. Il fait ses études à la CBS de St Canice et à la O'Connell School de Dublin, avant d'étudier la comptabilité et les affaires au College of Commerce de Rathmines. Avant de se lancer dans une carrière politique, il est directeur d'une entreprise de distribution de machines qu'il a fondée en 1970.

## Carrière politique
Brady est élu au Dáil Éireann dès sa première tentative, lors des élections générales de 1977 pour la circonscription du centre-nord de Dublin. Deux ans plus tard, il s'implique dans la politique locale lorsqu'il est élu au conseil municipal de Dublin.
Lorsqu'en 1979, le Fianna Fáil fait face à sa première élection à la direction depuis 1966, Brady soutient son collègue de circonscription Charles Haughey contre le seul autre candidat, George Colley. Haughey gagne et Brady continue à le soutenir lors des trois tentatives du début des années 1980 visant à évincer Haughey de la direction du parti.
Au début des années 1980, Brady est membre du Conseil de l'Europe. En 1984, il rejoint aux premiers rangs du parti comme whip en chef. Il est réélu au conseil municipal de Dublin en 1985, après avoir dominé le scrutin de Dublin Clontarf et obtenu le vote le plus élevé du pays. Lorsque le Fianna Fáil revient au gouvernement en 1987, Brady est nommé Secrétaire d'État au Département du Taoiseach et de la Défense, whip en chef du gouvernement. Il occupe ce poste jusqu'en novembre 1991, date à laquelle il rejoint le cabinet en tant que ministre de la Défense. Il reste à ce poste jusqu'en février 1992, date à laquelle Albert Reynolds devient Taoiseach et limoge Brady, ainsi que de nombreux autres ministres de haut rang qui ont servi sous Haughey. Brady prend sa retraite de la politique lors des élections générales de 1992. Après sa retraite de la politique, il se concentre sur la poursuite du développement de son activité de distribution.

## Vie privée
Brady épouse Mary Neville, connue sous le nom de Mollie, et ils ont trois enfants. Vincent et Mollie se séparent ensuite et il entame une relation avec Dymphna O'Moore qui reste sa compagne jusqu'à sa mort le 6 octobre 2020,.